# Acid2

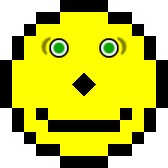
Acid2의 참조 그림.

Acid2는 웹 표준 프로젝트가 HTML을 렌더링하는 웹 브라우저와 다른 응용 프로그램들에서 웹 페이지 렌더링 결점을 파악하기 위해 고안한 테스트 제품군이다. Acid2는 2005년 4월 12일에 출시되었다. CSS 표준에 순응하는 상대적으로 편협적인 테스트인 Acid1의 정신을 이어받아 개발하였다. 모든 웹 acid 테스트와 같이, 웹 브라우저의 표시 방식이 참조 렌더링과 비슷하면 렌더링 결과물이 가장 잘 표시되었다고 할 수 있다. 두 개의 그림이 일치하면 브라우저는 테스트를 통과한다고 판단 받는다.
Acid2 테스트는 HTML, 특히 CSS의 기능을 다룬다. 이러한 기능들을 테스트하는 목적은 HTML을 렌더링하는 응용 프로그램의 표준 준수 부족을 알아내는 것이다. Acid2 테스트는 W3C HTML와 CSS 2.0 규격을 따르는 브라우저라면 올바르게 렌더링해야 한다.
2005년 10월 31일에 사파리 2.0.2가 이 테스트를 가장 먼저 통과한 브라우저가 되었다. 오페라, 컨커러, 파이어폭스 등이 그 뒤를 이었다. 이 테스트를 아직 통과하지 못한 유일한 주된 브라우저는 인터넷 익스플로러이지만 인터넷 익스플로러 8은 Acid2를 준수하였다.

## 테스트 받는 표준
Acid2는 웹 페이지가 기록되는 언어인 HTML과 관련한 다양한 웹 표준과 포맷을 지정하는 데 선호되는 방식인 CSS, 스타일, HTML 레이아웃을 테스트한다.
- PNG 포맷 이미지의 알파 투명도
- 객체 요소
- data: URI scheme
- 절대적, 상대적, 고정 CSS 위치 제어
- CSS 상자 모델
- CSS 표
- CSS가 만들어 낸 콘텐츠
- CSS 파싱
- 그리기 순서
- 떠다니는 효과

Acid2가 완전한 테스트는 아니기 때문에 특정한 표준의 완전한 준수를 보증하지 않는다. URI 지원은 웹 표준 프로젝트에서 이용할 수 있다.

## 파싱 조건
파싱 점수는 브라우저의 기본값을 사용할 때에만 유효하다고 판단한다. 글꼴 크기를 바꾸고, 크기를 조절하고 사용자 정의 스타일시트를 적용하는 등의 동작들은 테스트의 표시를 망가트릴 수 있다. 이는 예측된 바이며 브라우저의 테스트 준수와는 관계가 없다.
다음의 브라우저 설정들과 사용자 동작들은 테스트를 무효로 만든다:
- 스크롤링
- 브라우저 창 크기 조절
- 확대/축소
- 그림 사용 안함
- 오페라의 "Fit to Width", "Small Screen Rendering modes" 사용
- 사용자 정의 글꼴, 색, 스타일 등 적용
- 사용자 자바스크립트나 Greasemonkey 스크립트

## 호환되지 않는 응용 프로그램

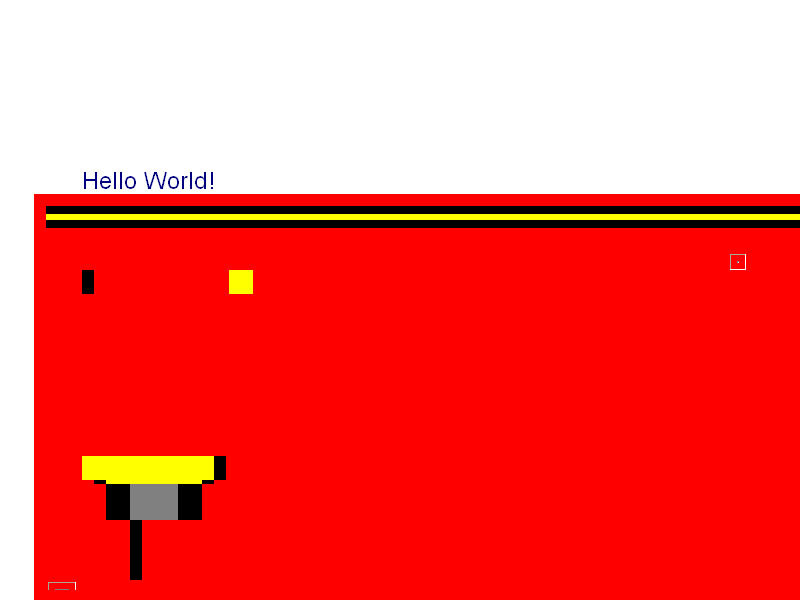
인터넷 익스플로러 6
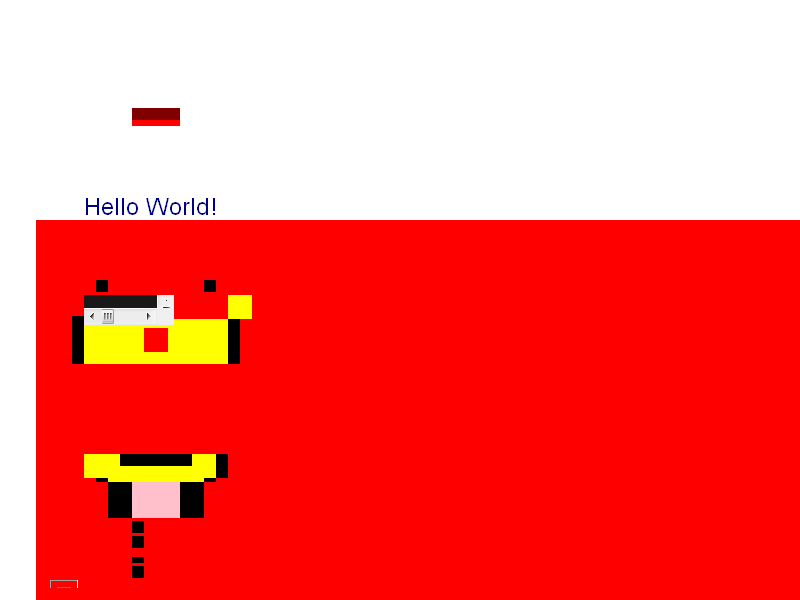
인터넷 익스플로러 7
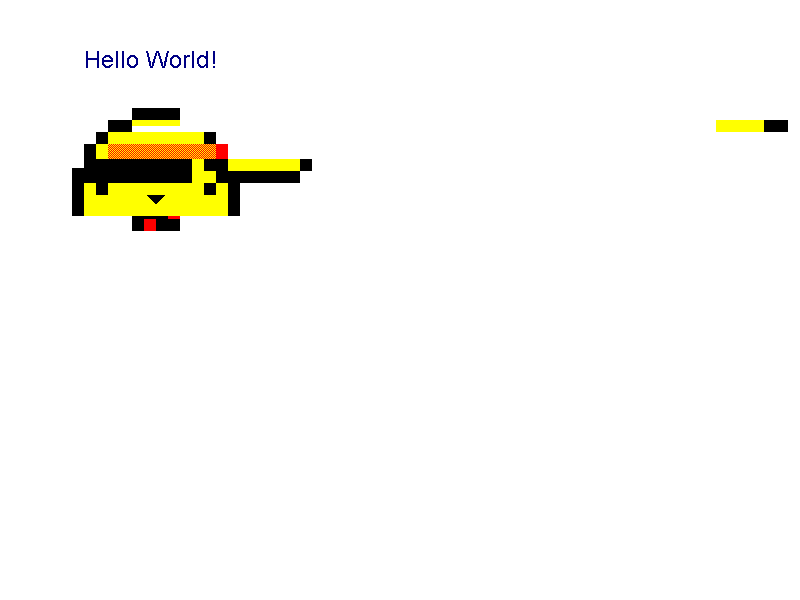
파이어폭스 1.0, 모질라 1.7.13, 카미노 1.6, 넷스케이프 7.2
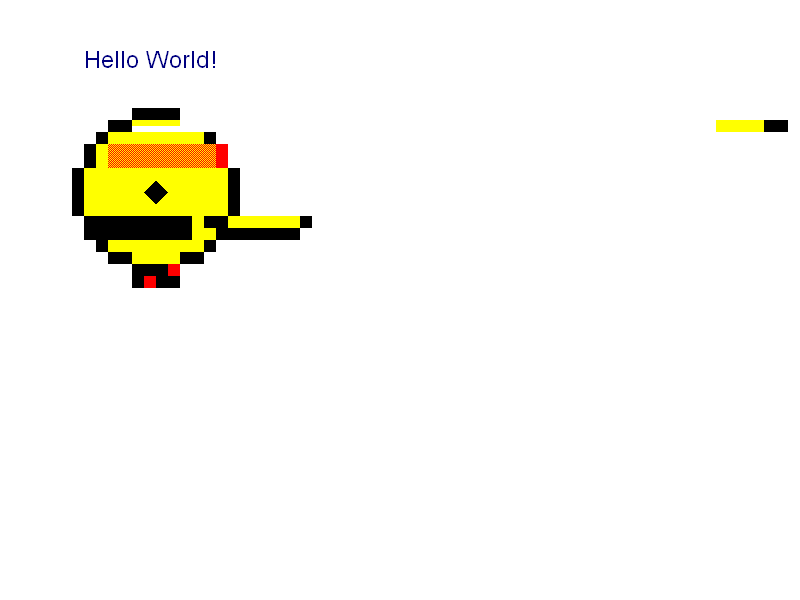
파이어폭스 1.5 및 2.0, 씨몽키 1.1
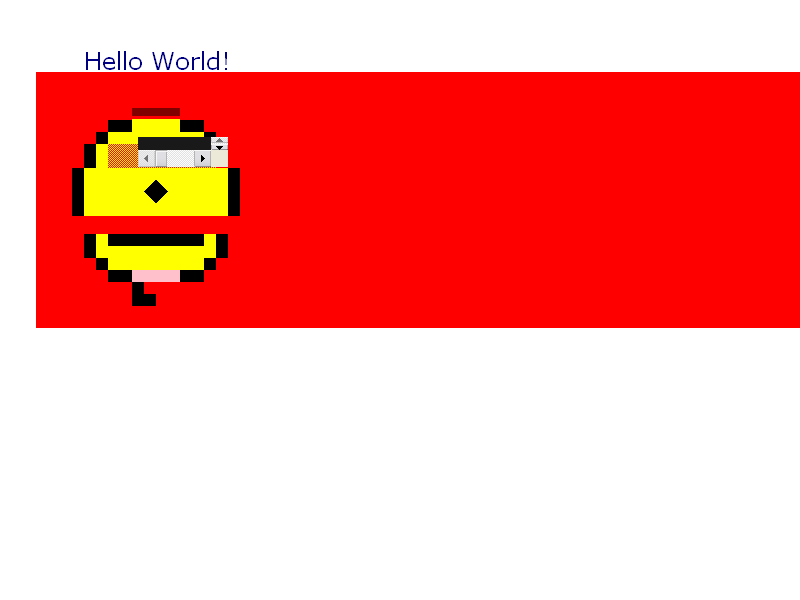
오페라 8.0
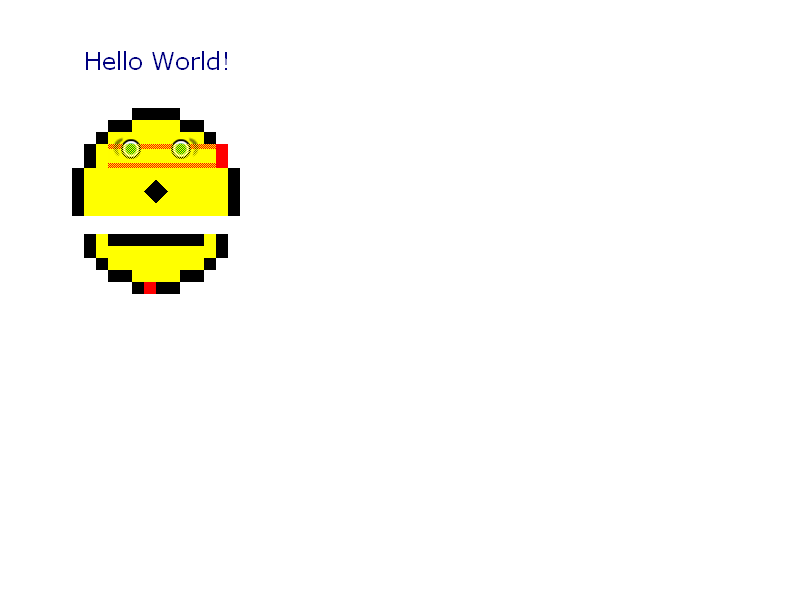
오페라 8.54
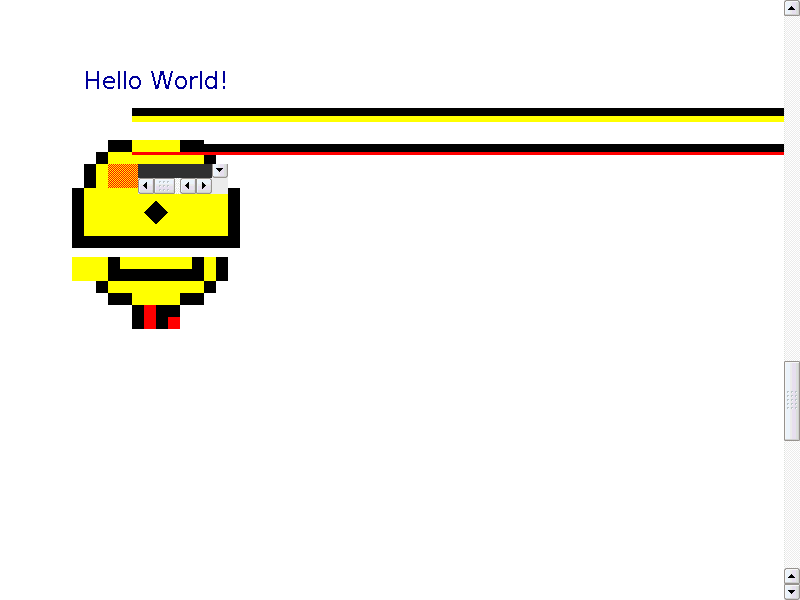
캉커러 3.4
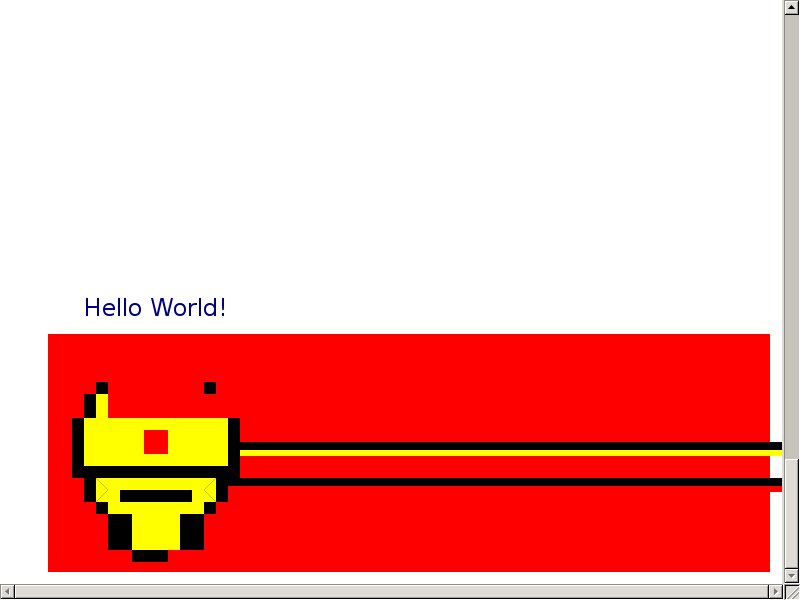
넷서프 1.2
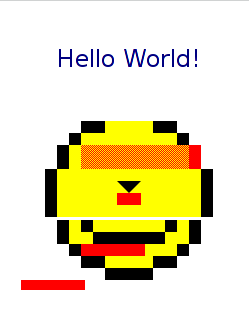
2011년 2분기의 넷서프 3.0
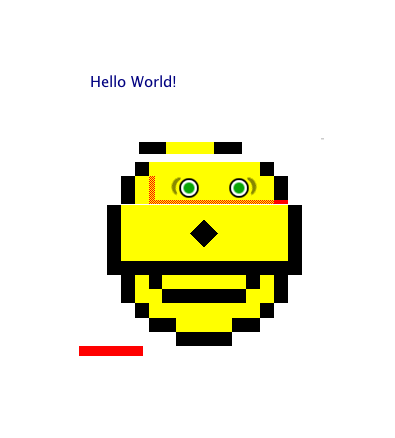
오페라 미니 4
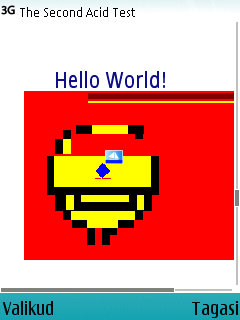
Nst OS 3.1.9에서의 Nokia Nst-4
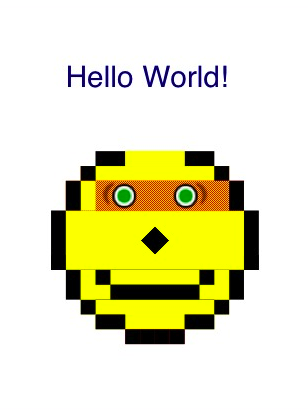
MobileSafari 3.1
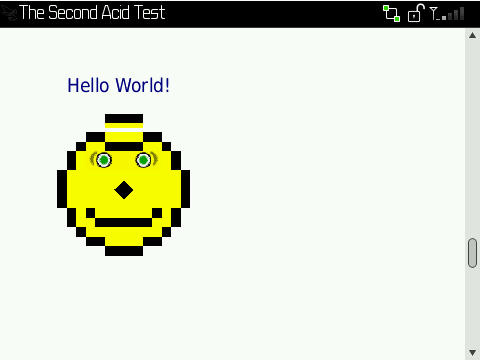
블랙베리 스톰 브라우저 4.7.0.122
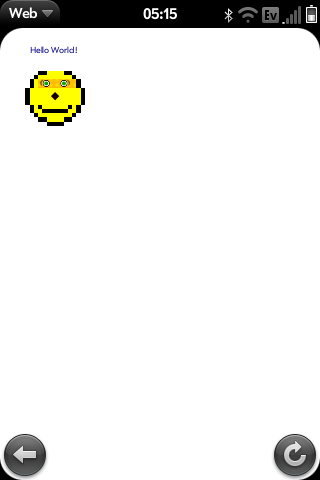
Palm Pre / webOS v1.4.0

오페라 미니가 개인 컴퓨터를 위한 오페라와 같은 렌더링 엔진을 기반으로 하고 있지만 Acid2 테스트를 통과하지는 못하였다.
왜냐하면 오페라 미니는 의도적으로 웹 페이지의 포맷을 바꿈으로써 작은 화면이 있는 장치에 알맞게 바꾸어 놓기 때문이다.

## 같이 보기
- Acid1
- Acid3
- 레이아웃 엔진